# Église Saint-Charles de Montigny-en-Ostrevent
L'église Saint-Charles est une des deux églises catholiques de Montigny-en-Ostrevent dans le département du Nord. Dédiée à saint Charles, elle dépend de la paroisse Saint-Vincent-de-Paul-en-Ostrevent de l'archidiocèse de Cambrai et elle est spécialement destinée à la communauté polonaise et à ses descendants.

## Histoire et description
L'église est construite dans le nouveau quartier des mines par la Compagnie des mines d'Aniche pour les ouvriers venus de Pologne et habitant les cités de la fosse Barrois. Elle se trouve en dehors du centre-ville près du château Lambrecht, dans la cité dite du Sanatorium (ou cité de Montigny). La première pierre est posée en 1933 et l'édifice est bâti selon les plans de Louis Marie Cordonnier, épaulé par son fils Louis-Stanislas ; l'église est inaugurée en 1935. Elle est consacrée à saint Charles, patron du géologue Charles Barrois (1851-1939) qui a donné son nom à la fosse Barrois. En 1998, l'église est cédée au diocèse. L'église et son environnement minier sont inscrits à la liste du patrimoine mondial de l'Unesco, le 30 juin 2012.
Celle église de briques rouges en forme de croix latine est de style néo-roman à la façon Art déco. Les soubassements, bandes, arcs en mitre des baies, encorbellements, etc. sont soulignés en pierre blanche ou en enduit blanc. Le clocher qui devait s'élever à droite de la façade n'a jamais été construit, de crainte des affaissements miniers.
La messe dominicale y est célébrée à 9 heures en français et en polonais, et une messe hebdomadaire a lieu le vendredi.

## Illustrations

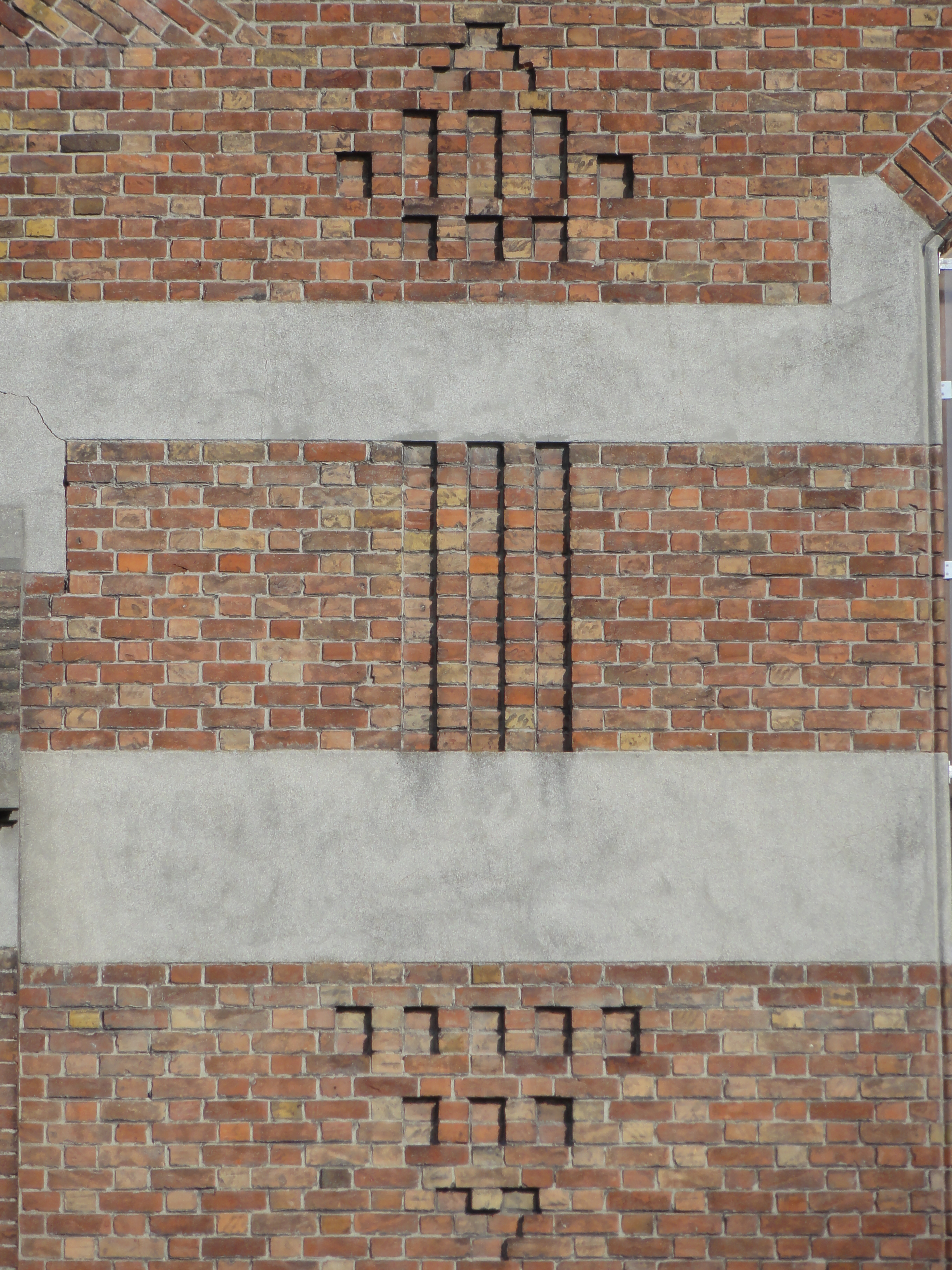
Détail du décor de briques.
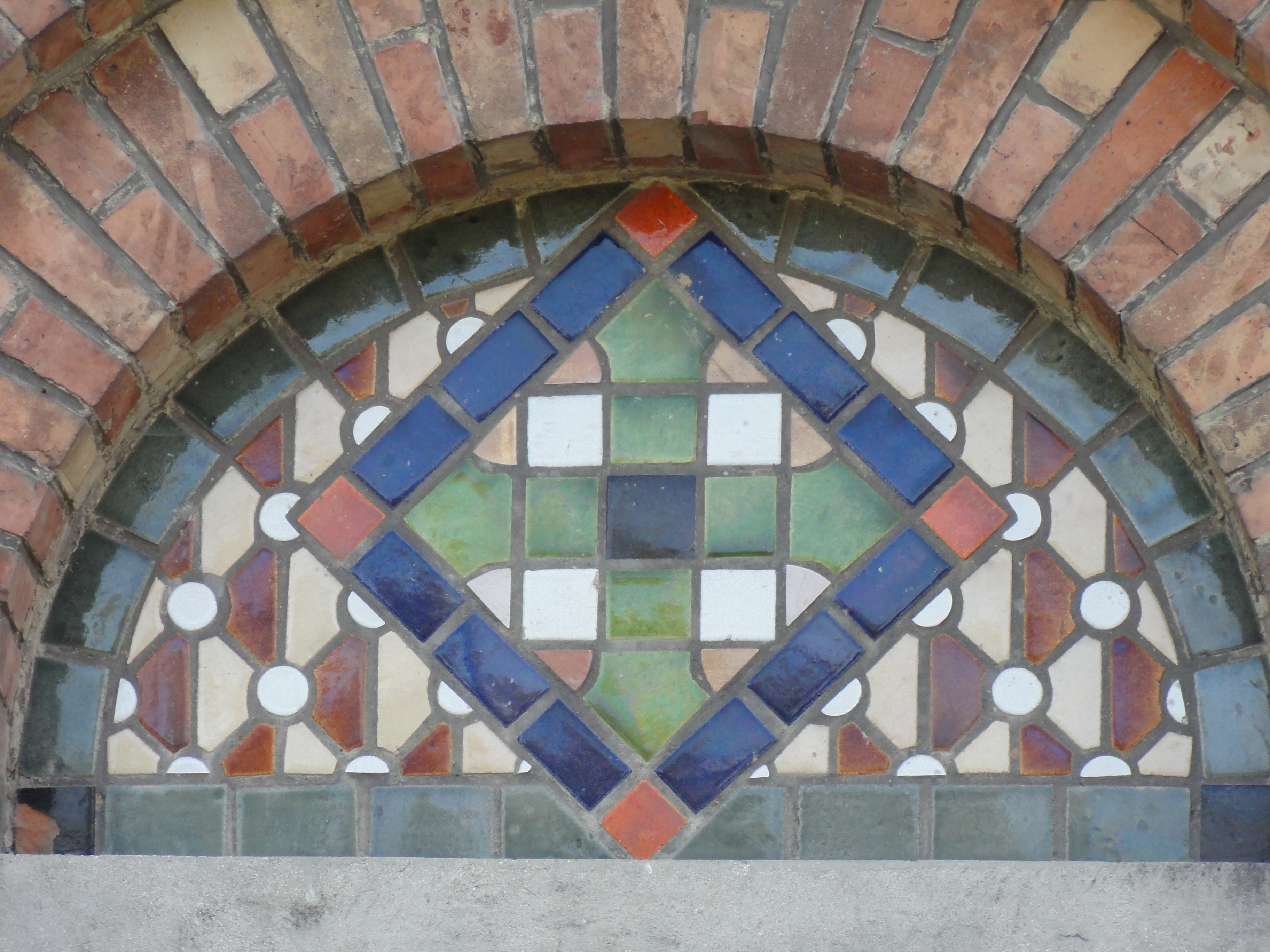
Briques vernissées au-dessus d'un des portails.
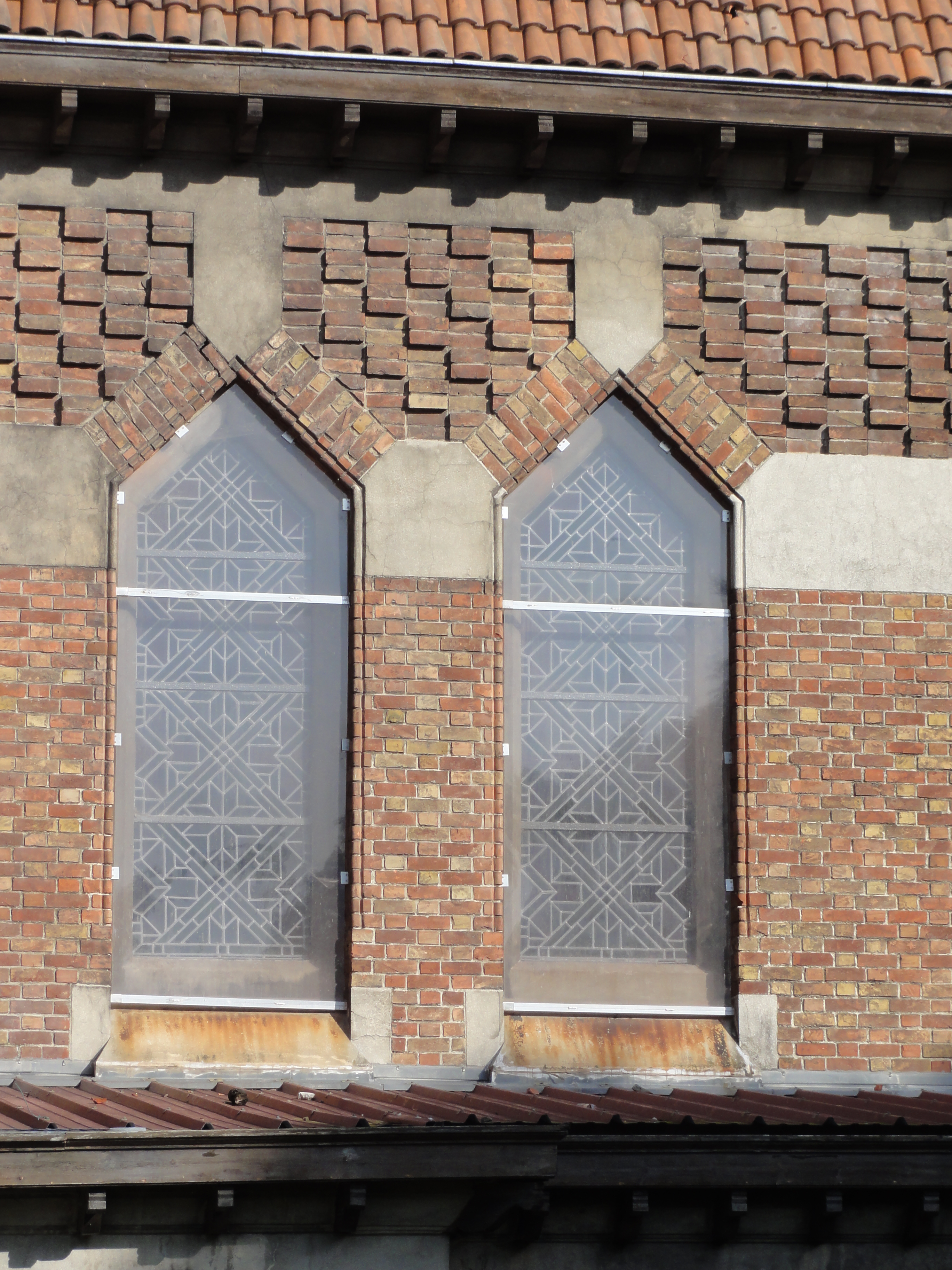
Détail des fenêtres.